# Lisa Adkins
Lisa Adkins é socióloga e acadêmica. Desde 2018 é professora na Universidade de Sydney, da qual é reitora interina da Faculdade de Artes e Ciências Sociais. Entre 2015 e 2019 recebeu bolsa de distinção docente na Academia da Finlândia. Adkins ocupou cargos na Universidade de Manchester e Faculdade Goldsmiths, da Universidade de Londres. Publicou nos campos da sociologia econômica e da teoria feminista, e, mais recentemente, sobre o estado de bem-estar social e os mercados de trabalho sob o capitalismo financeiro e nas sociedades pós-industriais. Ela é co-editora-chefe de Estudos Feministas Australianos. 
1. ↑  "Professor Lisa Adkins", University of Sydney. Retrieved 22 September 2018.